# Вівчарик золотосмугий
Вівча́рик золотосмугий (Phylloscopus pulcher) — вид горобцеподібних птахів родини вівчарикових (Phylloscopidae). Мешкає в Гімалаях, горах Китаю і Південно-Східної Азії.

## Підвиди
Виділяють три підвиди:
- P. p. kangrae Ticehurst, 1923 — північно-західні Гімалаї;
- P. p. vegetus (Bangs, 1913) — південний Китай, північно-західний В'єтнам;
- P. p. pulcher Blyth, 1845 — центральні і східні Гімалаї.

## Поширення і екологія
Золотосмугі вівчарики мешкають в Індії, Непалі, Бутані, Китаї, М'янмі, Таїланді, В'єтнамі і Лаосі. Вони живуть в гірських лісах та у високогірних чагарникових заростях, на висоті від 2100 до 4300 м над рівнем моря, взимку мігрують в долини. Живляться комахами та іншими дрібними безхребетними. Сезон розмноження триває з квітня по липень.